# Vushtrri
Vushtrri (Albanees: Vushtrri; Servisch: Вучитрн, Vučitrn) is een gemeente in het noordoosten van Kosovo, gelegen tussen Prishtinë en Mitrovicë. De gemeente Vushtrri beslaat 344 km² en telt naast de stad Vushtrri in totaal 66 dorpen. Er is ook een parallel gemeentebestuur dat tot stand kwam na de niet-erkende Servische gemeenteraadsverkiezingen van 11 mei 2008 (zie ook Parlement van de gemeenschappen van de autonome provincie Kosovo en Metohija). Dit gemeentebestuur bevindt zich in de Servische enclave Priluzhë. De totale bevolking van de gemeente Vushtrri wordt vandaag geschat op 102.600. Het overgrote merendeel van de inwoners zijn etnische Albanezen. De resterende inwoners zijn hoofdzakelijk Kosovo-Serviërs. Voorts wonen er Roma, Ashkali, Egyptenaren, Turken en Circassiërs in deze gemeente. De Roma, Ashkali en Egyptische (RAE) gemeenschappen vormen slechts een heel kleine minderheid in de gemeente. Volgens het European Centre for Minorities Issues (ECMI-Kosovo) maakten de Roma in 2008 0,27 % van de totale bevolking van de gemeente uit en de Ashkali 0,09%. De Roma in deze gemeente wonen allen in de door Serviërs bewoonde enclave rond het dorp Priluzhë.

## Geboren
- Njazi Kuqi (1983), Kosovaars-Fins voetballer
- Erfan Zeneli (1986), Fins-Albanees voetballer
- Samir Ujkani (1988), voetballer
- Milot Rashica (1996), Kosovaars-Albanees voetballer

Deçan · Dragash · Gjakovë · Ferizaj · Fushë Kosovë · Gllogovc · Gjilan · Gračanica (Graçanicë) · Hani i Elezit · Istog · Junik · Kaçanik · Kamenicë · Klinë · Klokot (Kllokot) · Leposavić (Albanik) · Lipjan · Malishevë · Mamushë · Mitrovicë · Novobërdë · Obiliq · Parteš (Partesh) · Pejë · Podujevë · Pristina (Prishtinë, Priština) · Prizren · Rahovec · Ranilug (Ranillug) · Skënderaj · Štrpce (Shtërpcë) · Shtime · Suharekë · Viti · Vushtrri · Zubin Potok (Zubin Potok) · Zvečan (Zveçan)